# Miloš Bajalica
Miloš Bajalica (Servisch: Милош Бајалица) (Belgrado, 15 december 1981) is een Servisch voetballer.